# Кумсара (деревня)
Кумсара — деревня в Кадуйском районе Вологодской области.
Входит в состав Никольского сельского поселения (с 1 января 2006 года по 8 апреля 2009 года входила в Великосельское сельское поселение), с точки зрения административно-территориального деления — в Великосельский сельсовет.
Расположена на левом берегу реки Кумсара. Расстояние до районного центра Кадуя по автодороге — 62 км, до центра муниципального образования села Никольское по прямой — 31 км. Ближайшие населённые пункты — Данилково, Жиделево, Красная Заря.
По данным переписи в 2002 году постоянного населения не было.